# 宮ノ前停留場 (熊本県)
宮ノ前停留場（みやのまえていりゅうじょう）は、かつて熊本県熊本市にあった熊本市交通局川尻線に属した電停（廃駅）である。

## 構造
- 専用軌道上にあった、道路を挟んで離れていた相対式2面2線であるが、国道3号のバイパス道路（現・熊本県道297号川尻宇土線）を斜めに横切って道路北側「川尻」行き、南側「河原町」方面行きの両電停離れていた。

## 歴史
- 1926年（大正15年）10月12日 熊本電気軌道が世安橋 - 岡町間を新規開業と共に開設。
- 1945年（昭和20年）12月1日 熊本市が百貫線と共に川尻線買収、熊本市交通局の路線となる。
- 1965年（昭和40年）2月21日 川尻線廃止に伴い、当駅も廃止。

駅名の由来
- 「河尻神宮」の宮前にあることから。

## 現在

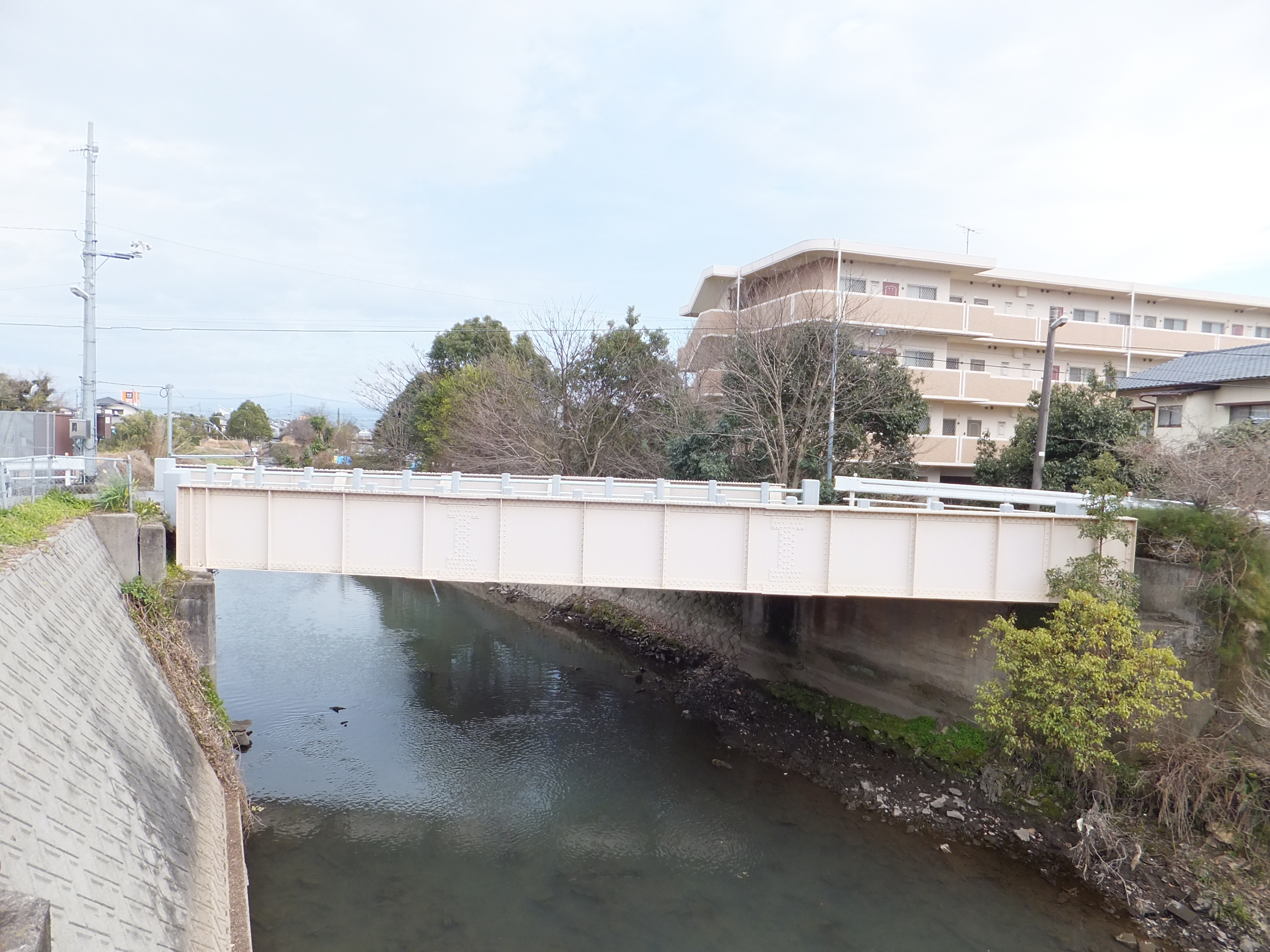
宮ノ前 - 川尻駅前間の天明新川鉄橋

- 川尻行きの電停跡は医院が建っている。（※2017年2月現在、休業中）
- 廃止後に宮ノ前 - 川尻町区間の軌道跡は、そのまま国道3号バイパスから分岐した「バイパス道路」になったが、現在は「市道」となっている。
川尻線の数少ない構造物である、天明新川に架かる鉄橋も存在している。

## 隣の停留場
熊本市交通局
川尻線
高江町電停 - 宮ノ前電停 - 川尻駅前電停